# Wilfried Bony
Wilfried Guemiand Bony (Bingerville, Costa de Marfil, 10 de diciembre de 1988) es un exfutbolista marfileño que jugó como delantero. Ha sido internacional con la Selección de Costa de Marfil, de la cual es el décimo máximo goleador histórico.

## Trayectoria

### Sparta Praga
En octubre de 2007 Bony se unió a préstamo al Sparta Praga. En 2008 se unió al primer equipo, y para 2010 ganó sus primeros títulos con el club, alcanzando a ganar la liga y la Supercopa de la República Checa en 2010.

### Vitesse Arnhem
Luego de impresionar en la UEFA Europa League, Bony fichó con el Vitesse Arnhem de la Eredivisie neerlandesa por 4.1 millones de euros el 30 de enero de 2011. En su primera temporada completa con el Vitesse, la temporada 2011/12, terminó como el máximo anotador de su club y terminó empatado como el noveno mejor goleador de la liga.
El 6 de octubre de 2012, Bony anotó su primer triplete con el Vitesse en la remontada 3-3 contra el Heerenveen. En la sorpresiva victoria 2-0 sobre el Ajax el 3 de noviembre, Bony anotó ambos goles, ayudando así al club a completar su sexta victoria al hilo y ganar su primer partido en el Amsterdam Arena desde 2001.
Terminó la temporada 2012/13 de la Eredivisie como el máximo goleador con 31 goles.

### Swansea City
El 11 de julio de 2013, Bony fichó con el Swansea City de la Premier League de Inglaterra por un total de 12 millones de libras.

### Manchester City
El 14 de enero de 2015 el Manchester City anuncia la contratación de Wilfried Bony firmando un contrato de 4 años y medio por 32 millones de euros.

## Selección nacional
Bony debutó con la selección nacional de Costa de Marfil el 9 de octubre de 2010 en la victoria 1-0 sobre Burundi por la fase clasificatoria de la Copa Africana de Naciones. Anotó su primer gol el 5 de junio de 2011 en la victoria 6-2 sobre Benín, también por las eliminatorias a la Copa Africana de Naciones.
El 1 de junio de 2014, luego de haber sido incluido en la lista preliminar en mayo, Bony fue ratificado en la nómina definitiva de 23 jugadores que representarán a su país en la Copa Mundial de Fútbol de 2014.

### Participaciones en Copas del Mundo
| Mundial                        | Sede   | Resultado      | Partidos | Goles |
| ------------------------------ | ------ | -------------- | -------- | ----- |
| Copa Mundial de Fútbol de 2014 | Brasil | Fase de grupos | 3        | 2     |

## Estadísticas

### Clubes
| Equipo              | País            | Período   | Partidos | Goles |
| ------------------- | --------------- | --------- | -------- | ----- |
| Issia Wazi          | Costa de Marfil | 2006-2008 | 38       | 67    |
| Sparta Praga        | República Checa | 2008-2011 | 14       | 2     |
| Vitesse             | Países Bajos    | 2011-2013 | 73       | 53    |
| Swansea City        | Gales           | 2013-2015 | 70       | 34    |
| Manchester City     | Inglaterra      | 2015-2016 | 32       | 10    |
| Stoke City (cesión) | Inglaterra      | 2016-2017 | 11       | 2     |
| Swansea City        | Gales           | 2017-2019 | 26       | 5     |
| Al-Arabi            | Catar           | 2019      | 7        | 5     |
| Al-Ittihad          | Arabia Saudita  | 2020      | 7        | 3     |
| NEC                 | Países Bajos    | 2022      | 2        | 0     |
| Always Ready        | Bolivia         | 2023      | 2        | 0     |

Actualizado el 26 de enero de 2022.

### Goles internacionales
Goles y resultados con Costa de Marfil.
| Núm. | Fecha                   | Lugar                                                       | Rival    | Gol | Resultado | Competición                                                 |
| ---- | ----------------------- | ----------------------------------------------------------- | -------- | --- | --------- | ----------------------------------------------------------- |
| 1.   | 5 de junio de 2011      | Stade de l'Amitie, Cotonú, Benín                            | Benín    | 6–2 | 6–2       | Clasificación para la Copa Africana de Naciones de 2012     |
| 2.   | 3 de septiembre de 2011 | Stade Amahoro, Kigali, Ruanda                               | Ruanda   | 2–0 | 5–0       | Clasificación para la Copa Africana de Naciones de 2012     |
| 3.   | 3 de septiembre de 2011 | Stade Amahoro, Kigali, Ruanda                               | Ruanda   | 3–0 | 5–0       | Clasificación para la Copa Africana de Naciones de 2012     |
| 4.   | 30 de enero de 2012     | Nuevo Estadio de Malabo, Malabo, Equatorial Guinea          | Angola   | 2–0 | 2–0       | Copa Africana de Naciones de 2012                           |
| 5.   | 30 de enero de 2013     | Royal Bafokeng Stadium, Rustenburg, Sudáfrica               | Argelia  | 2–2 | 2–2       | Copa Africana de Naciones de 2013                           |
| 6.   | 23 de marzo de 2013     | Estadio Houphouët-Boigny, Abiyán, Costa de Marfil           | Gambia   | 1–0 | 3–0       | Clasificación de CAF para la Copa Mundial de Fútbol de 2014 |
| 7.   | 8 de junio de 2013      | Independence Stadium, Bakau, Gambia                         | Gambia   | 2–0 | 3–0       | Clasificación de CAF para la Copa Mundial de Fútbol de 2014 |
| 8.   | 16 de junio de 2013     | Benjamin Mkapa National Stadium, Dar es Salaam, Tanzania    | Tanzania | 4–2 | 4–2       | Clasificación de CAF para la Copa Mundial de Fútbol de 2014 |
| 9.   | 14 de junio de 2014     | Arena Pernambuco, Recife, Brasil                            | Japón    | 1–1 | 2–1       | Copa Mundial de Fútbol de 2014                              |
| 10.  | 24 de junio de 2014     | Estadio Aderaldo Plácido Castelo, Fortaleza (Ceará), Brasil | Grecia   | 1–1 | 1–2       | Copa Mundial de Fútbol de 2014                              |
| 11.  | 20 de enero de 2017     | Stade d'Oyem, Oyem, Gabón                                   | RD Congo | 1–2 | 2-2       | Copa Africana de Naciones 2017                              |

## Palmarés

### Campeonatos nacionales
| Título                          | Club                   | País            | Año     |
| ------------------------------- | ---------------------- | --------------- | ------- |
| Copa de Costa de Marfil         | Issia Wazi             | Costa de Marfil | 2006    |
| Liga de Fútbol de Bohemia       | A. C. Sparta Praga "B" | República Checa | 2008    |
| Gambrinus liga                  | A. C. Sparta Praga     | República Checa | 2010    |
| Supercopa de la República Checa | A. C. Sparta Praga     | República Checa | 2010    |
| Copa de la Liga                 | Manchester City F. C.  | Inglaterra      | 2015-16 |

### Campeonatos internacionales
| Título                    | Club (*)                     | País              | Año  |
| ------------------------- | ---------------------------- | ----------------- | ---- |
| Copa Africana de Naciones | Selección de Costa de Marfil | Guinea Ecuatorial | 2015 |

(*) Incluyendo la selección.

### Distinciones individuales
| Distinción                             | Año  |
| -------------------------------------- | ---- |
| Futbolista del año en los Países Bajos | 2013 |